# Tubu kimcshi
A tubu kimcshi (hangul: 두부 김치) tofuból és kimcshiből szotírozással készített koreai étel, melyet szívesen fogyasztanak andzsuként, azaz alkoholos italok kísérőjeként. Készítéséhez érett (több hetes) kimcshit használnak, amit általában sertéshússal szotíroznak (zsiradékban pirítanak majd puhítanak) és főtt vagy sült tofuval kínálják.